# حاجی طاهره
حاجی طاهره (زرین دشت)، روستایی از توابع بخش مرکزی شهرستان زرین‌دشت در استان فارس ایران است.
این روستا از آب و هوایی مطبوع برخوردار است که در ماه اردیبهشت نمود بیشتری پیدا میکند.

## جمعیت
این روستا در دهستان زیرآب قرار دارد و براساس سرشماری مرکز آمار ایران در سال ۱۳۸۵، جمعیت آن ۷۰۴ نفر (۱۴۲خانوار) بوده‌است.